# Майеле, Фистон
Фисто́н Калала́ Майеле́ (фр. Fiston Kalala Mayele; род. 28 июня 1994, Мбужи-Майи) — конголезский футболист, нападающий клуба «Пирамидз» и национальной сборной ДР Конго.

## Карьера

### Начало карьеры
Футбольную карьеру начинал в футбольный академии «Йонг Лидерс» из конголезского города Мбужи-Майи и клубе «Тшаквиз». Позже футболист выступал за клубы «Джей Си де Ликази» и «ЮС Панда» во втором дивизионе. В июле 2019 года футболист перешёл в клуб «Вита». Вместе с клубом дважды становился серебряным призёром чемпионата. Отличился за клуб 24 забитыми голами в рамках конголезского чемпионата в сумме за оба сезона. Также принимал участие за клуб в Лиге чемпионов КАФ.

### «Янг Африканс»
В августе 2021 года футболист перешёл в танзанийский клуб «Янг Африканс». По итогу дебютного сезона стал победителем танзанийского чемпионата и обладателем Кубка Танзании. Осенью 2022 года футболист вместе с клубом отправился на матчи Лиги чемпионов КАФ и Кубка Конфедерации КАФ. В обоих турнирах футболист отличился высокой результативностью, забив 14 голов и отдав 3 результативные передачи в 18 матчах. По итогу Кубка Конфедерации КАФ стал серебряным призёром, где в финале проиграли алжирскому клубу «УСМ Алжир». Также футболист снова стал обладателем золотых медалей в чемпионате и Кубке Танзании.

### «Пирамидз»
В июле 2023 года к футболисту появился интерес со стороны египетского клуба «Пирамидз». В конце месяца футболист официально присоединился к клубу, подписав трёхлетний контракт. В сентябре 2023 года вместе с клубом отправился на матчи Лиги чемпионов КАФ. Первый матч на турнире, а также дебютный за клуб, футболист сыграл 17 сентября 2023 года против руандийского клуба АПР, выйдя на поле в стартовом составе. Дебютный матч в египетском чемпионате футболист сыграл 21 сентября 2023 года против клуба «Замалек», выйдя на поле в стартовом составе. Дебютный гол за клуб футболист забил 8 октября 2023 года в матче против клуба ЕНППИ. В матче 27 октября 2023 года против клуба «Аль-Масри» футболист отличился забитым дублем. Своим очередным забитым дублем за клуб футболист отличился 2 марта 2024 года в матче против мавританского клуба «Нуадибу».

## Международная карьера
В январе 2021 года футболист получил вызов в национальную сборную Демократической Республики Конго. Дебютировал за сборную 17 января 2021 года в матче против Республики Конго. Дебютный гол за сборную забил 18 июня 2023 года в матче против Габона.

## Достижения
«Янг Африканс»
- Чемпион Танзании (2): 2021/22, 2022/23
- Обладатель Кубка Танзании (2): 2021/22, 2022/23